# Esaĝil-kīn-apli
Esaĝil-kīn-apli war ein aus Borsippa stammender, babylonischer Schreiber im 11. Jahrhundert v. Chr., der ausweislich der Quellen in Diensten der Könige Nabû-kudurrī-uṣur I. und Adad-apla-iddina stand. Möglicherweise ist er Kompositeur der an das Buch Hiob erinnernden babylonischen Theodizee, wofür spricht, dass die Anfangszeichen jeder Zeile als Akrostichon seinen Namen ergeben. In späteren Schriften wird er außerdem als Autor des Sakikkū (SA.GIG) geführt, eines wichtigen diagnostischen Handbuchs.
Einige Quellen geben an, dass er Nachfahre von Assalluḫi-mansum gewesen sei, der bereits unter Ḫammu-rapi I. von Babylon wirkte.